# Expeditionen till Tabuk
Expeditionen till Tabuk var ett fälttåg år 630 som initierades av den islamiske profeten Muhammed. Denne hade i Medina blivit underrättad om att den på den tiden mäktiga bysantinska armén hade samlats i Syrien som ett skydd mot den växande arabiska makten. Muhammed ansåg sig inte ha annat val än att möta bysantinerna för att försvara islam. Han mobiliserade därför en armé med omkring trettiotusen man från olika stammar och utrustade den med hjälp av insamlade skatter. Efter stora strapatser under den hetaste årstiden nådde hären fram till Tabuk. Där insåg han dock att hotet om en romersk invasion hade avtagit och huvudstyrkan slog läger. Efter några månader återvände han med hären till Medina  utan något annat resultat än att några kristna städer hyllade honom och förklarade sig villiga att betala skatt.